# Xylophanes mulleri
Xylophanes mulleri là một loài bướm đêm thuộc họ Sphingidae. Nó được tìm thấy ở México.
Chiều dài cánh trước khoảng 33 mm. Con trưởng thành có thể bay quanh năm.
Ấu trùng có thể ăn các loài Rubiaceae và Malvaceae.